# 罗姆·哈瑞
罗姆·哈瑞（英語：Horace Romano "Rom" Harré，/ˈhæreɪ/，1927年12月18日—2019年10月17日）是一位新西兰科学哲学家和心理學家，主要作品有《认知科学哲学导论》（Cognitive Science: A Philosophical Introduction，2002年）等。